# Athetis nitens
Athetis nitens là một loài bướm đêm trong họ Noctuidae.